# Književnost u 1888.
◄◄ | ◄ | 1885. | 1886. | 1887. | 1888.  | 1889. | 1890. | 1891. | ► | ►►
Arhitektura • Astronomija • Biologija • Film • Fotografija • Glazba • Kazalište • Kemija • Kiparstvo • Knjige • Književnost • Kršćanstvo • Meteorologija • Medicina • Planinarstvo • Politika • Pravo • Promet • Slikarstvo • Šport • Znanost • Zrakoplovstvo • Željeznički promet
Književnost u 1888.

## Hrvatska i u Hrvata

### Književna djela
- U registraturi Ante Kovačića

## Vanjske poveznice
|  | Zajednički poslužitelj ima još gradiva o temi Književnost u 1888. |